# Theodor Gottlieb von Hippel den äldre
Theodor Gottlieb von Hippel, född 31 januari 1741, död 23 april 1796, var en tysk författare. Han var farbror till Theodor Gottlieb von Hippel den yngre.
Hippel tillhörde Sturm und Drangriktningen i tysk litteratur och var starkt påverkad av Johann Georg Hamann och Laurence Sterne och kan sägas vara en föregångare till en sentimental humorist som Jean Paul. Förutom talrika romaner skrev han radikalt emancipationsvänliga avhandlingar, som Ueber die Ehe (1774), Ueber die bürgerliche Verbesserung der Weiber (1792) och Uever weibliche Bildung (1801). Hans Sämmtliche Werke utkom i 14 band 1828-29.